# NetWare Core Protocol
NetWare Core Protocol (NCP) je síťový protokol používaný pro komunikaci klientských stanic se servery v síťovém operačním systému Novell NetWare.
Novell NetWare primárně podporoval klientské stanice s operačním systémem MS-DOS, ale podpora byla později rozšířena i na jiné platformy jako Microsoft Windows, Mac OS, Linux, Windows NT a různé varianty Unixu.
NCP se používá pro přístup souborovým, tiskovým, adresářovým, časovým serverům, k serverům pro přenos zpráv, provádění vzdálených příkazů a k dalším síťovým službám. Díky snadné konfiguraci sítě a malým paměťovým nárokům protokolového zásobníku IPX/SPX se NCP do poloviny 90. let 20. století používalo výhradně s protokolem IPX. Později byl dostupná i implementace pro protokoly TCP/IP, která se postupně stala preferovanou.
Adresářová služba Novell eDirectory používá NCP pro synchronizaci změn dat na serverech ve stromě adresářových služeb.

## Technické informace
Původní implementace dostupná pouze pro komunikační protokol IPX s protokolem SAP pro vyhledávání a ohlašování služeb se v současnosti považuje za zastaralou. Novější implementace s protokoly TCP/IP používá TCP/UDP na portu 524 a pro ohlašování služeb používá SLP.
Při přenosu NCP pomocí protokolů IPX/SPX se používá protokol IPX (bez SPX) s hodnotou 17 v poli Typ paketu. Na straně klienta se používá číslo soketu 0x4003, na straně serveru číslo soketu 0x0451.
Protokolová datová jednotka NCP má následující strukturu:
| Oktetů   | Pole                              |
| -------- | --------------------------------- |
| 2        | NCP typ                           |
| 1        | Pořadové číslo                    |
| 1        | Číslo spojení (spodní oktet)      |
| 1        | Číslo úlohy                       |
| 1        | Číslo spojení (horní oktet)       |
| 1        | Návratový kód (pouze v odpovědi)  |
| 1        | Status spojení (pouze v odpovědi) |
| proměnný | Datové pole                       |

Pole NCP Typ určuje typ operace:
| Hodnota | Význam                                 |
| ------- | -------------------------------------- |
| 0x1111  | Vytvořit služební spojení              |
| 0x2222  | Žádost o službu                        |
| 0x3333  | Odpověď na žádost                      |
| 0x5555  | Zrušit služební spojení                |
| 0x7777  | Burst Mode Transfer (dotaz i odppověď) |
| 0x9999  | Požadavek je zpracováván (Server Busy) |

Jednotlivé požadavky jsou identifikovány pořadovým číslem (modulo 256). Číslo spojení identifikuje spojení klientské stanice se serverem. Servery Novell Netware do verze 2.x podporovaly nejvýše 255 spojení a číslo spojení zabíralo 1 oktet. Ve vyšších verzích bylo rozšířeno na 2 oktety. Číslo úlohy má v požadavcích hodnotu 3 a v odpovědích 1. Datové pole začíná oktetem obsahujícím číslo NCP funkce, které rozlišuje jednotlivé služby.
| Číslo | Název operace                                    |
| ----- | ------------------------------------------------ |
| 0     | Login User Object                                |
| 1     | Change User Password                             |
| 2     | Map User to Station Set                          |
| 3     | Map Object to Number                             |
| 4     | Map Number to Object                             |
| 5     | Get Station's Logged Information                 |
| 8     | Map Number to Group Name                         |
| 9     | Get Member Set M of Group G                      |
| 10    | Enter Login Area                                 |
| 12    | Verify Network Serial Number                     |
| 13    | Log Network Message                              |
| 14    | Get Disk Utilization                             |
| 15    | Scan File Information                            |
| 16    | Set File Information                             |
| 17    | Get File Server Information                      |
| 18    | Get Network Serial Number                        |
| 19    | Get Internet Address                             |
| 20    | Login Object                                     |
| 21    | Get Object Connection List                       |
| 22    | Get Station's Logged Information                 |
| 23    | Get Encryption Key                               |
| 24    | Login Object Encrypted                           |
| 31    | Get Connection List from Object                  |
| 50    | Create Bindery Object                            |
| 51    | Delete Bindery Object                            |
| 52    | Rename Object                                    |
| 53    | Get Bindery Object Id                            |
| 54    | Get Bindery Object Name                          |
| 55    | Scan Bindery Object                              |
| 56    | Change Bindery Object Security                   |
| 57    | Create Property                                  |
| 58    | Delete Property                                  |
| 59    | Change Bindery Property Security                 |
| 60    | Scan Property                                    |
| 61    | Read Property Value                              |
| 62    | Write Property Value                             |
| 63    | Verify Bindery Object Password                   |
| 64    | Change Bindery Object Password                   |
| 65    | Add Bindery Object to Set                        |
| 66    | Delete Bindery Object from Set                   |
| 67    | Is Bindery Object In Set?                        |
| 68    | Close Bindery                                    |
| 69    | Open Bindery                                     |
| 70    | Get Bindery Access Level                         |
| 71    | Sacn Bindery Object Trustee Paths                |
| 72    | Get Bindery Object Access Level                  |
| 73    | Is Calling Station a Manager?                    |
| 74    | Verify Bindery Object Password Encrypted         |
| 75    | Change Bindery Object Password Encrypted         |
| 76    | List Relations of an Object                      |
| 100   | Create Queue                                     |
| 101   | Destroy Queue                                    |
| 102   | Read Queue Current Status                        |
| 103   | Set Queue Current Status                         |
| 104   | Create Queue Job and File                        |
| 105   | Close File and Start Queue Job                   |
| 106   | Remove Job from Queue                            |
| 107   | Get Queue Job List                               |
| 108   | Read Queue Job Entry                             |
| 109   | Change Queue Job Entry                           |
| 110   | Change Queue Job Position                        |
| 111   | Attach Queue Server to Queue                     |
| 112   | Detach Queue Server from Queue                   |
| 113   | Service Queue Job                                |
| 114   | Finish Servicing Queue Job                       |
| 115   | Abort Servicing Queue Job                        |
| 116   | Change to Client's Rights                        |
| 117   | Restore Queue Server Rights                      |
| 118   | Read Queue Server Current Status                 |
| 119   | Set Queue Server Current Status                  |
| 120   | Get Queue Job Size                               |
| 150   | Get Current Account Status                       |
| 151   | Submit Account Charge                            |
| 152   | Submit Account Hold                              |
| 153   | Submit Account Note                              |
| 200   | Check Console Privileges                         |
| 201   | Get File Server Description Strings              |
| 202   | Set File Server Date and Time                    |
| 203   | Disable File Server Login                        |
| 204   | Enable File Server Login                         |
| 205   | Get File Server Login Status                     |
| 206   | Purge All Erased Files                           |
| 207   | Disable Transaction Tracking                     |
| 208   | Enable Transaction Tracking                      |
| 209   | Set Console Broadcast                            |
| 210   | Clear Connection Number                          |
| 211   | Down File Server                                 |
| 212   | Get File System Statistics                       |
| 213   | TTS Get Statistics                               |
| 214   | Get Disk Cache Statistics                        |
| 215   | Get Drive Mapping Table                          |
| 216   | Get Physical Disk Statistics                     |
| 217   | Get Disk Channel Statistics                      |
| 218   | Get Connection's Task Information                |
| 219   | Get Connection's Open Files                      |
| 220   | Get Connection's Using a File                    |
| 221   | Get Physical Record Locks by Connection and File |
| 222   | Get Physical Record Locks by File                |
| 223   | Get Logical Records by Connection                |
| 224   | Get Logical Record Information                   |
| 225   | Get Connection's Semaphores                      |
| 226   | Get Semaphore Information                        |
| 227   | Get LAN Driver's Configuration Information       |
| 229   | Get Connection's Usage Statistics                |
| 230   | Get Object's Remaining Disk Space                |
| 231   | Get File Server LAN I/O Statistics               |
| 232   | Get File Server Misc Information                 |
| 233   | Get Volume Information                           |

Délka a obsah zbytku datového pole závisí na čísle NCP funkce.

## Implementace klientů
- Novell Client for Windows Vista from Novell.
- Novell Client for Windows 2000/XP/2003 from Novell.
- Novell Client for Windows 95/98 from Novell.
- Novell Client for Linux from Novell.
- NetWare Clients for DOS Archivováno 20. 7. 2008 na Wayback Machine. from Novell – no longer supported.
- NetWare Client for Mac OS X from Prosoft Engineering.
- The Linux ncpfs page an open-source NCP client implementation for Linux.
- ncpfs, an open-source NCP client implementation for Linux.
- Client Service for NetWare from Microsoft.